# La Pie
 (février 2025).
Si vous disposez d'ouvrages ou d'articles de référence ou si vous connaissez des sites web de qualité traitant du thème abordé ici, merci de compléter l'article en donnant les références utiles à sa vérifiabilité et en les liant à la section « Notes et références ».
La Pie est une peinture à l'huile sur toile réalisée par l'impressionniste Claude Monet à Étretat en 1868-1869 et conservée au musée d'Orsay.
Elle représente un paysage enneigé à Étretat (Normandie) et témoigne du début du mouvement impressionniste. 
La pie posée sur une clôture dans un paysage hivernal lui donne son titre.

## Analyse de l’œuvre

### Composition
Le tableau est construit par de nombreuses lignes de force : les lignes horizontales sont constituées par les nuages, la clôture en noisetier, le toit de la maison et la barrière. Les lignes verticales prolongent les arbres et la barrière. 
Trois plans composent ce tableau : 
1. Le premier plan s’étend du champ jusqu’au mur, la barrière et la pie ;
2. Le deuxième plan comprend les maisons et les premiers arbres ;
3. Le troisième plan correspond aux derniers arbres, et au ciel. Claude Monet a réalisé une perspective atmosphérique en noyant l’arrière-plan dans le brouillard. Le cadrage du tableau est large, la vue à hauteur d’œil.

L'ombre de la pie est inversée, sans que l'on sache si cela était volontaire ou non.

### Couleurs et lumières
Ce tableau pourrait ressembler à un camaïeu de blanc. La neige recouvre entièrement un paysage simple : un champ, une barrière, des arbres, un toit et le ciel. Il y a en effet plusieurs nuances de blanc, mais si on regarde plus attentivement, le blanc laisse place à toutes les couleurs. Monet expérimente la couleur avec des ombres bleutées. La lumière du soleil est percée d’ocre et de mauves tandis que le toit de la maison est rempli de gris. 
La lumière du tableau provient du soleil, caché derrière le brouillard et les nuages. Monet utilise le blanc de la neige comme miroir pour la lumière. Les rayons du soleil sont les plus vifs à l’endroit où Monet a posé son sujet principal : la pie.

## Contexte de réalisation
En 1868, Monet fait une tentative de suicide, car il a des difficultés financières. Profitant du développement du chemin de fer, il décide de prendre le train pour aller passer l’automne et l'hiver à Étretat en Normandie. Il y redécouvre les paysages enneigés qui lui sont chers.

## Influences
Vers la fin des années 1860, Monet commence à diffuser l’idée selon laquelle les sensations doivent être captées dans un tableau. Il entraine avec lui Pissarro, Renoir et Sisley.

## Réception
Au salon de 1869, sa toile est refusée, en raison de l'opposition de Jean-Léon Gérôme. On reproche à Monet la nouveauté, l’audace et la transgression des règles.